# فرودگاه لیدیسمیت
فرودگاه لیدیسمیت  (به انگلیسی: Ladysmith Airport) یک فرودگاه همگانی با کد یاتا LAY است که یک باند فرود آسفالت دارد و طول باند آن ۱۲۰۰ متر است. این فرودگاه در کشور آفریقای جنوبی قرار دارد و در ارتفاع ۱۰۸۱ متری از سطح دریا واقع شده است.